# Mingxing
Mingxing (kinesiska: 明星影片公司; pinyin: Míngxīng yǐngpiàn gōngsī; bokstavligt "Stjärnfilmer") var ett av Kinas största filmbolag under 1920- och 1930-talen. Det verkade i huvudsak i Shanghai och Hongkong. Bolaget bildades 1922, men lades ned permanent 1937 under det andra sino-japanska kriget. 

## Historia
Mingxing bildades 1922 av bland andra Zhang Shichuan och Zheng Zhengqiu, och kom snart att tillsammans med Dazhonghua Baihe och Tianyi bli en av Kinas tre dominerande filmstudior under 1920-talet. Under denna period var alla de tre studiorna kända för att mest producera lättsam underhållning, även om det ibland kunde finnas spår av samhällskritik, påverkat av fjärde maj-rörelsen.
Under sina första år gjorde Mingxing främst korta komedier, till exempel Arbetarens kärlek från 1922. 1923 kom Föräldralös räddar farfar, som blev en kommersiell succé och som säkrade Mingxings ekonomi. I början av 1930-talet hade Mingxing blivit Kinas största filmstudio, och dominerade marknaden tillsammans med den nystartade konkurrenten Lianhua (som hade köpt upp Dazhonghua Baihe) som god tvåa. Tianyi fortsatte också göra film under decenniet, men de nådde aldrig upp till de två största. I mitten av 1930-talet började både Mingxing och Lianhua göra vänsterriktade filmer i Shanghai. Med medgrundaren Zheng Zhengqius död 1934, och det fullskaliga krigets utbrott 1937, tvingades Mingxing att för gott lägga ned hela produktionen.
Delar av Mingxing skulle återuppstå 1938, då Zhang Schichuan bildade det kortlivade filmbolaget Guahao.

## Urval av filmer
- Arbetarens kärlek (1922) (Regi: Zhang Shichuan)
- Vårens silkesmaskar (1933) (Regi: Cheng Bugao)
- Vilda skurar (1933) (Regi: Cheng Bugao)
- Båtkarlens dotter (1935) (Regi: Shen Xiling)
- Korsvägar (1937) (Regi: Shen Xiling)
- Gatans ängel (1937) (Regi: Yuan Muzhi)